# Emanoil-Dan Barbaresso
Emanoil-Dan Barbaresso (n. 18 aprilie 1940, comuna Mozăceni, județul Argeș) este un fost deputat român în legislatura 1996-2000, ales în județul Mehedinți pe listele partidului PNȚCD. Barbaresso este stomatolog de profesie și a participat la evenimentele din 1989. 